# Municipio de Berne
El municipio de Berne (en inglés: Berne Township) es un municipio ubicado en el condado de Fairfield en el estado estadounidense de Ohio. En el año 2010 tenía una población de 5088 habitantes y una densidad poblacional de 44,27 personas por km².

## Geografía
El municipio de Berne se encuentra ubicado en las coordenadas 39°39′18″N 82°32′45″O / 39.65500, -82.54583. Según la Oficina del Censo de los Estados Unidos, el municipio tiene una superficie total de 114.92 km², de la cual 114.04 km² corresponden a tierra firme y (0.76%) 0.88 km² es agua.

## Demografía
Según el censo de 2010, había 5088 personas residiendo en el municipio de Berne. La densidad de población era de 44,27 hab./km². De los 5088 habitantes, el municipio de Berne estaba compuesto por el 97.74% blancos, el 0.18% eran afroamericanos, el 0.31% eran amerindios, el 0.29% eran asiáticos, el 0.02% eran isleños del Pacífico, el 0.14% eran de otras razas y el 1.32% pertenecían a dos o más razas. Del total de la población el 0.75% eran hispanos o latinos de cualquier raza.